# 朗斯河
朗斯河（法語：Rance，法語發音：[ʁɑ̃s] ⓘ）是法國的河流，位於該國西北部，河道全長102公里，流域面積1,195平方公里，發源自布列塔尼半島，最終在迪納爾和圣马洛之間注入英吉利海峽，平均流量每秒12立方米。